# Sandra Bullock
Sandra Annette Bullock (Arlington, Virginia, 26. srpnja 1964.) američka je filmska glumica. Proslavila se sredinom 1990-ih, ulogama u filmovima Brzina i Dok si spavao. Dobitnica je Oscara za najbolju glumicu i Zlatnog globusa za najbolju glumicu u drami za ulogu u filmu Priča o prvaku. Jedna je najimućnijih holivudskih glumica, čije se bogatstvo procjenjuje na 85 milijuna USD.

## Odabrana filmografija
- Brzina (1994.)
- Mreža (1995.)
- 28 dana (2000.)
- Fatalna nesreća (2004.)
- Prisila na brak (2009.)
- Priča o prvaku (2009.)
- Gravitacija (2013.)

## Vanjske poveznice
- Sandra Bullock u internetskoj bazi filmova IMDb-u (engl.)
- Neslužbena stranica  Arhivirana inačica izvorne stranice od 16. veljače 2009. (Wayback Machine)

### Ostali projekti
|  | Zajednički poslužitelj ima još gradiva o temi Sandra Bullock |